# Asafdichting
Een asafdichting is de afdichting van de ronddraaiende as naar de buitenwereld. Er zijn twee belangrijke toepassingen voor asafdichtingen:
- ronddraaiende pompen zoals centrifugaalpompen
- schroefasafdichting van schepen

Enkele uitvoeringsvormen:

## Stopbuspakking

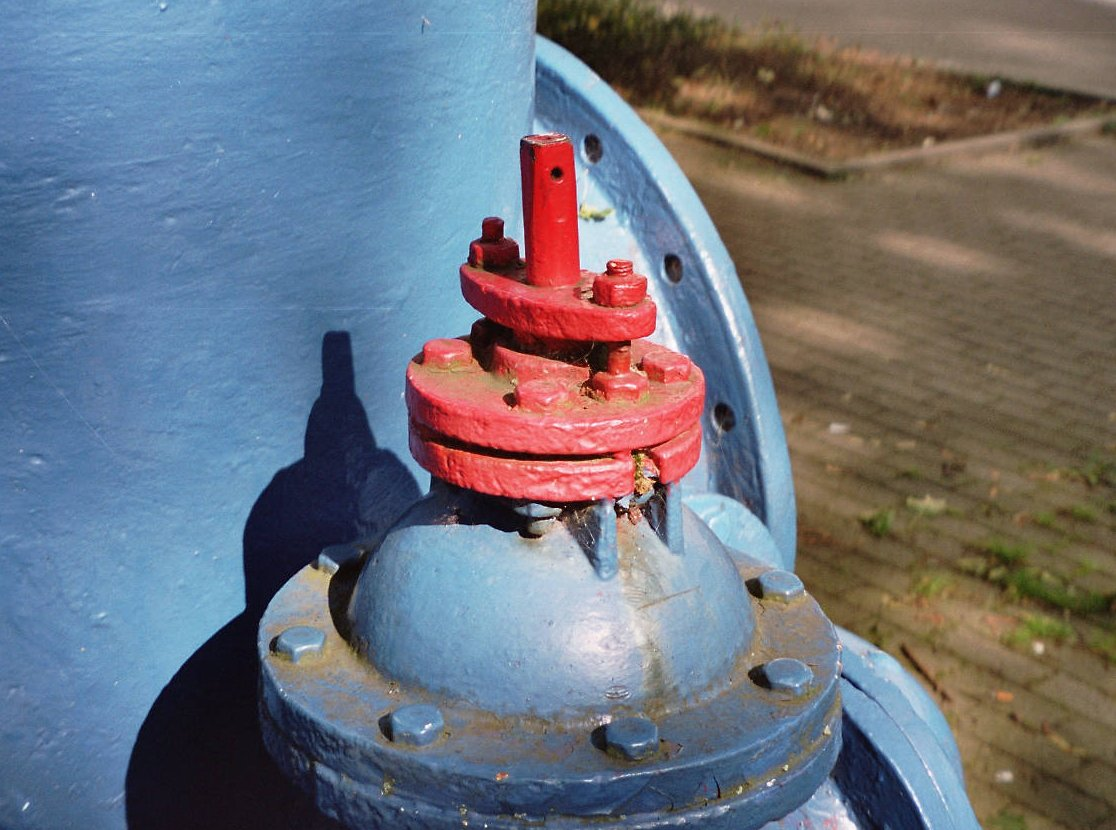
Stopbuspakking aan de as van een afsluiter

Een stopbuspakking is een asafdichting. Het pakkingmateriaal van bijvoorbeeld gevlochten asbest met grafiet of teflon wordt in de vorm van ringen of strengen in de pakkingkamer rondom de as gebracht en aangedrukt met de pakkingdrukker. Een slijtbus over de as zorgt ervoor dat in de as zelf geen groeven ontstaan. Bij sleet kan de bus worden vernieuwd. Het aanspannen van de pakkingdrukker moet gelijkmatig gebeuren en zeker niet te vast, omdat daardoor alleen maar extra sleet en wrijving ontstaat. Het pakkingmateriaal kan dan zelfs verbranden. De geringe lekkage, die noodzakelijk is, zorgt meteen ook voor het afvoeren van de wrijvingswarmte. Deze soort van afdichtingen kan worden geregeld en vernieuwd zonder de pomp te demonteren.
Men spreekt in de binnenvaart bij deze schroefasafdichting vaak over de gland of zelfs in verbastering 'het galand'.

## Glijringafdichting

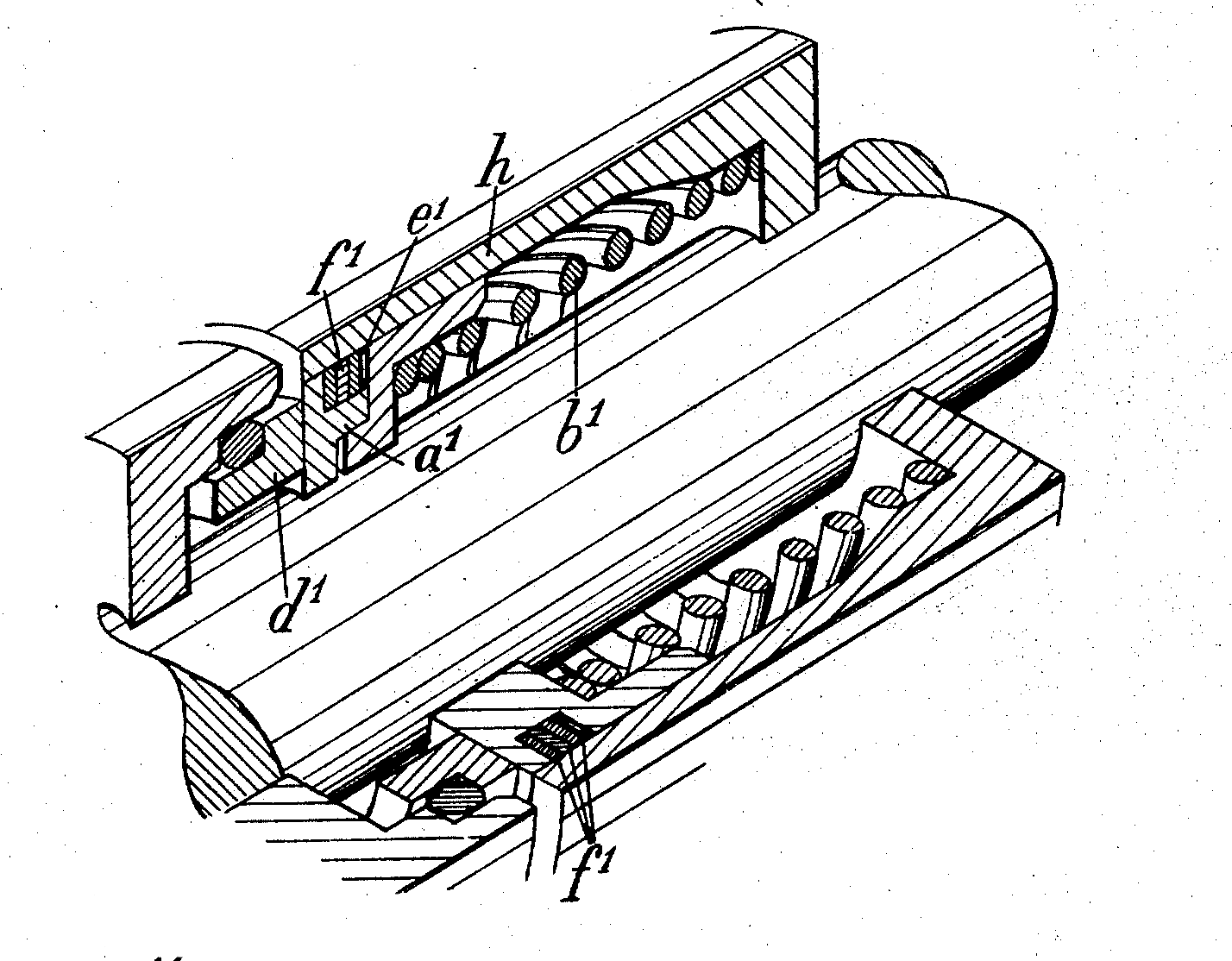
Glijringafdichting of mecanical seal

Bij het verpompen van bijtende, giftige of heel dure vloeistoffen en bij hoge druk en temperatuur voldoet de stopbuspakking niet wegens de permanente lekkage en wordt een glijringafdichting gebruikt. Deze bestaat in principe uit twee ringen, een die vaststaat in het huis en een die met de as meedraait.

## Labyrintafdichting

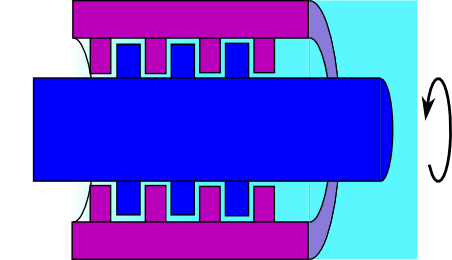
Eenvoudige labyrintafdichting

Een labyrintafdichting is een asafdichting waarbij de dichting tussen de rotor en de stator gevormd wordt door een labyrint dat de uitstroming van het fluïdum langs de as belemmert. Een labyrintafdichting wordt veel gebruikt in stoomturbines.

## Smering
Bij schepen zijn de asafdichtingen in de schroefaskokers meestal gesmeerd. Deze smering is er voor nodig dat er geen water via de gland naar binnen komt. Van oudsher wordt er met vet gesmeerd, maar moderne systemen smeren met water. Het vet wordt bij het smeren langs de as naar buiten geperst. Er wordt al jaren onderzoek gedaan naar biologisch afbreekbaar schroefaskokervet, maar dat onderzoek heeft bij de grote oliemaatschappijen nog geen in de scheepvaart algemeen toepasbaar resultaat opgeleverd.  